# Pirkko Määttä
Pirkko Sisko Määttä (Kuusamo, 7 de marzo de 1959) es una deportista finlandesa que compitió en esquí de fondo. 
Participó en cuatro Juegos Olímpicos de Invierno, entre los años 1984 y 1994, obteniendo en total dos medallas de bronce en la prueba de relevo, en Sarajevo 1984 (junto con Eija Hyytiäinen, Marjo Matikainen y Marja-Liisa Hämäläinen) y en Calgary 1988 (con Marja-Liisa Kirvesniemi, Marjo Matikainen y Jaana Savolainen).
Ganó tres medallas en el Campeonato Mundial de Esquí Nórdico de 1989.

## Palmarés internacional
| Juegos Olímpicos   | Juegos Olímpicos      | Juegos Olímpicos  | Juegos Olímpicos |
| Año                | Lugar                 | Medalla           | Prueba           |
| ------------------ | --------------------- | ----------------- | ---------------- |
| 1984               | Sarajevo (Yugoslavia) | Medalla de bronce | Relevo 4 × 5 km  |
| 1988               | Calgary (Canadá)      | Medalla de bronce | Relevo 4 × 5 km  |
| Campeonato Mundial |                       |                   |                  |
| Año                | Lugar                 | Medalla           | Prueba           |
| 1989               | Lahti (Finlandia)     | Medalla de oro    | Relevo 4 × 5 km  |
| 1989               | Lahti (Finlandia)     | Medalla de plata  | 10 km            |
| 1989               | Lahti (Finlandia)     | Medalla de bronce | 15 km            |